# 马斯-莱茵欧洲跨境地区
马斯-莱茵欧洲跨境地区（荷蘭語：Euregio Maas–Rijn，發音：[øːˈreːɣijoː ˌmaːsˈrɛin]，發音：[ɔʏˈʁeːɡi̯o ˌmaːsˈʁaɪn]，發音：[øːˈʀeːʝijoː ˌmaːsˈʀiːn]），或称默兹-莱茵欧洲跨境地区（法語：Eurorégion Meuse–Rhin，發音：[øʁɔʁeʒjɔ̃ møz ʁɛ̃]），是一个欧洲跨境地区，成立于1976年，由德国亚琛城市区、比利时列日省、林堡省和荷兰林堡省中南部组成，面积约11,000平方千米，人口约400万。